# Nordwestradio
Nordwestradio était une station de radio propriété de Radio Bremen. À l'été 2017, la Nordwestradio était renommée en Bremen Zwei. Cependant, le concept de la nouvelle station (Bremen 2 en français) devrait être différent de la station de radio Radio Bremen 2 qui a existé avant 2001,.

## Historique
Lors de son lancement, le 1er novembre 2001, Nordwestradio remplace la radio culturelle Radio Bremen 2. Radio Bremen est responsable alors de la production technique et de la diffusion de Nordwestradio.

## Programmation
Nordwestradio proposait un programme culturel et informatif régionaliste[Information douteuse]. La proportion entre les émissions et la musique était de 40% contre 60%. La programmation musicale comprenait essentiellement des auteurs-compositeurs-interprètes, de la pop et de la soul. Cette programmation allait au-delà du courant dominant et faisait découvrir des albums. Pendant les soirées et les week-ends, Nordwestradio diffusait de la musique classique, mais aussi du rock, du jazz et du blues.
La radio ne diffusait aucune publicité.

### Source de la traduction
- (de) Cet article est partiellement ou en totalité issu de l’article de Wikipédia en allemand intitulé « Nordwestradio » (voir la liste des auteurs).